# سیارک ۲۰۸۴۶
سیارک ۲۰۸۴۶ (به انگلیسی: 20846 Liyulin، نامگذاری:2000US103) بیست هزار و هشتصد و چهل و ششمین سیارک کشف شده‌است که در ۲۵ اکتبر ۲۰۰۰ کشف شد.
قدر مطلق سیارک برابر ۱۴.۸ است.